# Bofete
Bofete là một đô thị ở bang São Paulo của Brasil. Đô thị này nằm ở vĩ độ 23º06'08" độ vĩ nam và kinh độ 48º15'28" độ vĩ tây, nằm ở độ cao 576 m trên mực nước biển. Dân số năm 2004 ước tính là 8.223 người. Đô thị này có diện tích 653,36 km².

## Thông tin nhân khẩu
Dữ liệu dân số theo điều tra dân số năm 2000
Tổng dân số: 7.356
- Dân số thành thị: 5.231
- Dân số nông thôn: 2.125
- Nam giới: 3.859
- Nữ giới: 3.497

Mật độ dân số (người/km²): 11,26
Tỷ lệ tử vong trẻ sơ sinh dưới 1 tuổi (trên một triệu người): 9,79
Tuổi thọ bình quân (tuổi): 74,85
Tỷ lệ sinh (số trẻ trên mỗi bà mẹ): 3,03
Tỷ lệ biết đọc biết viết: 87,71%
Chỉ số phát triển con người (HDI-M): 0,791
- Chỉ số phát triển con người - Thu nhập: 0,707
- Chỉ số phát triển con người - Tuổi thọ: 0,831
- Chỉ số phát triển con người - Giáo dục: 0,836

(Nguồn: IPEADATA)

## Tham khảo

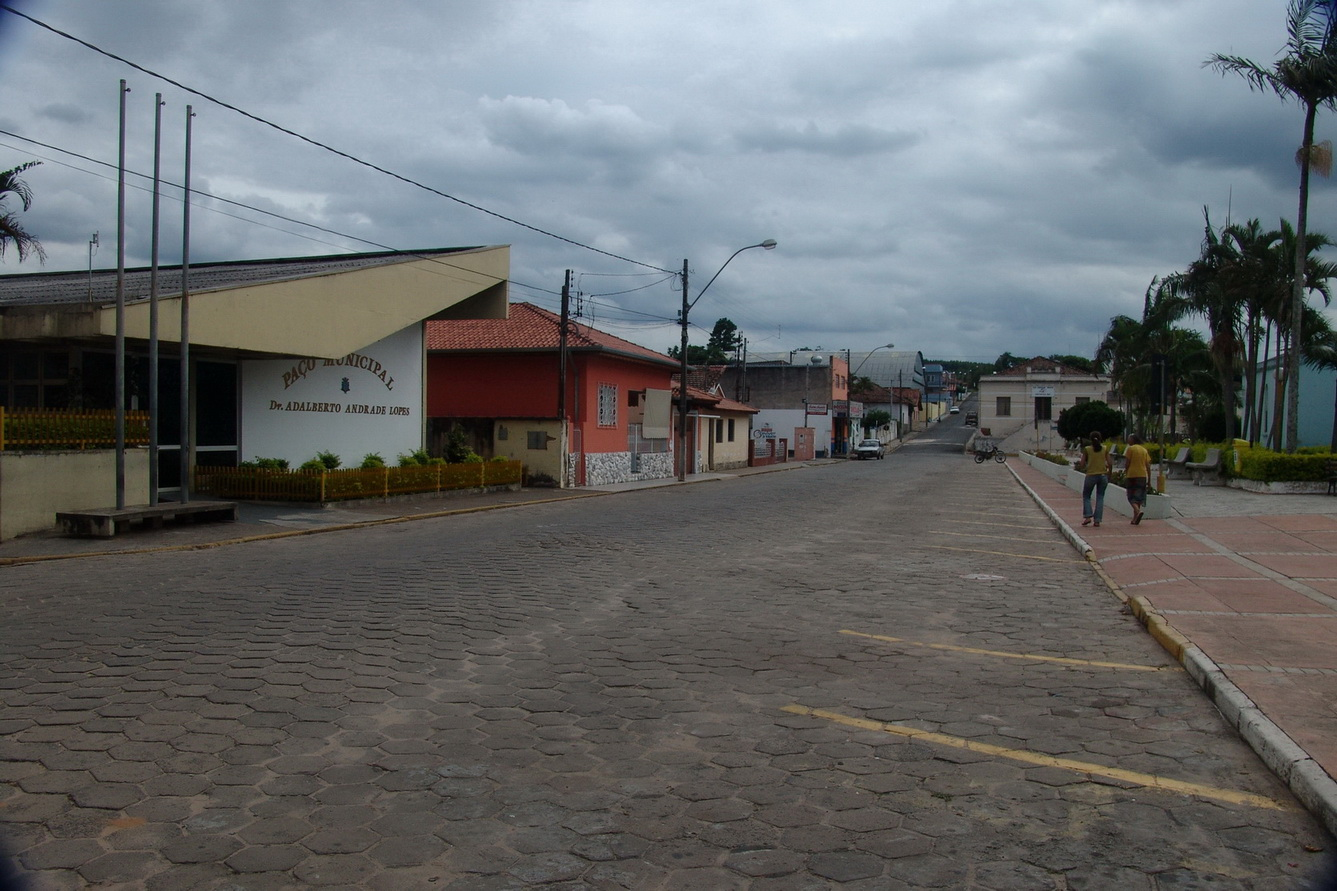
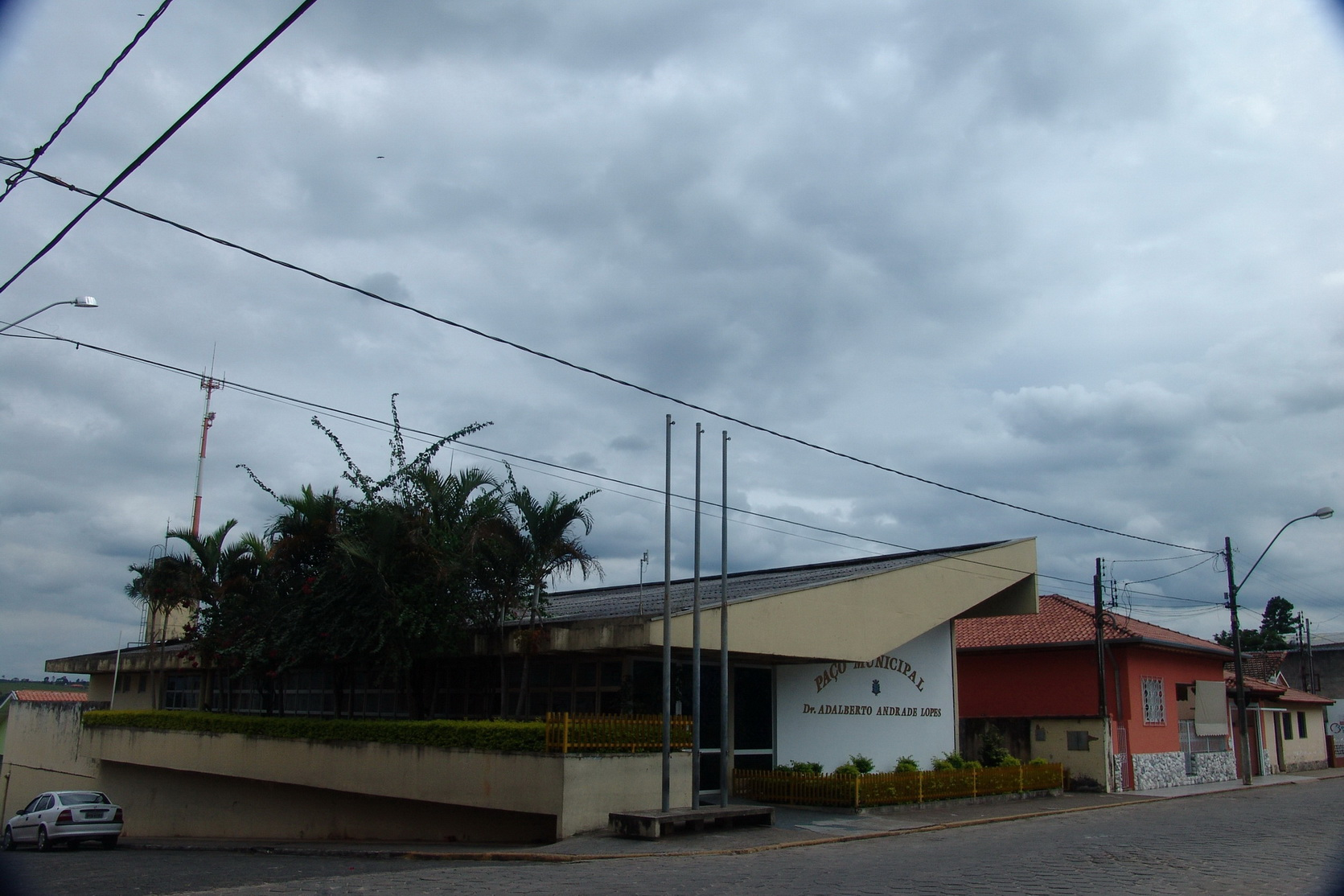
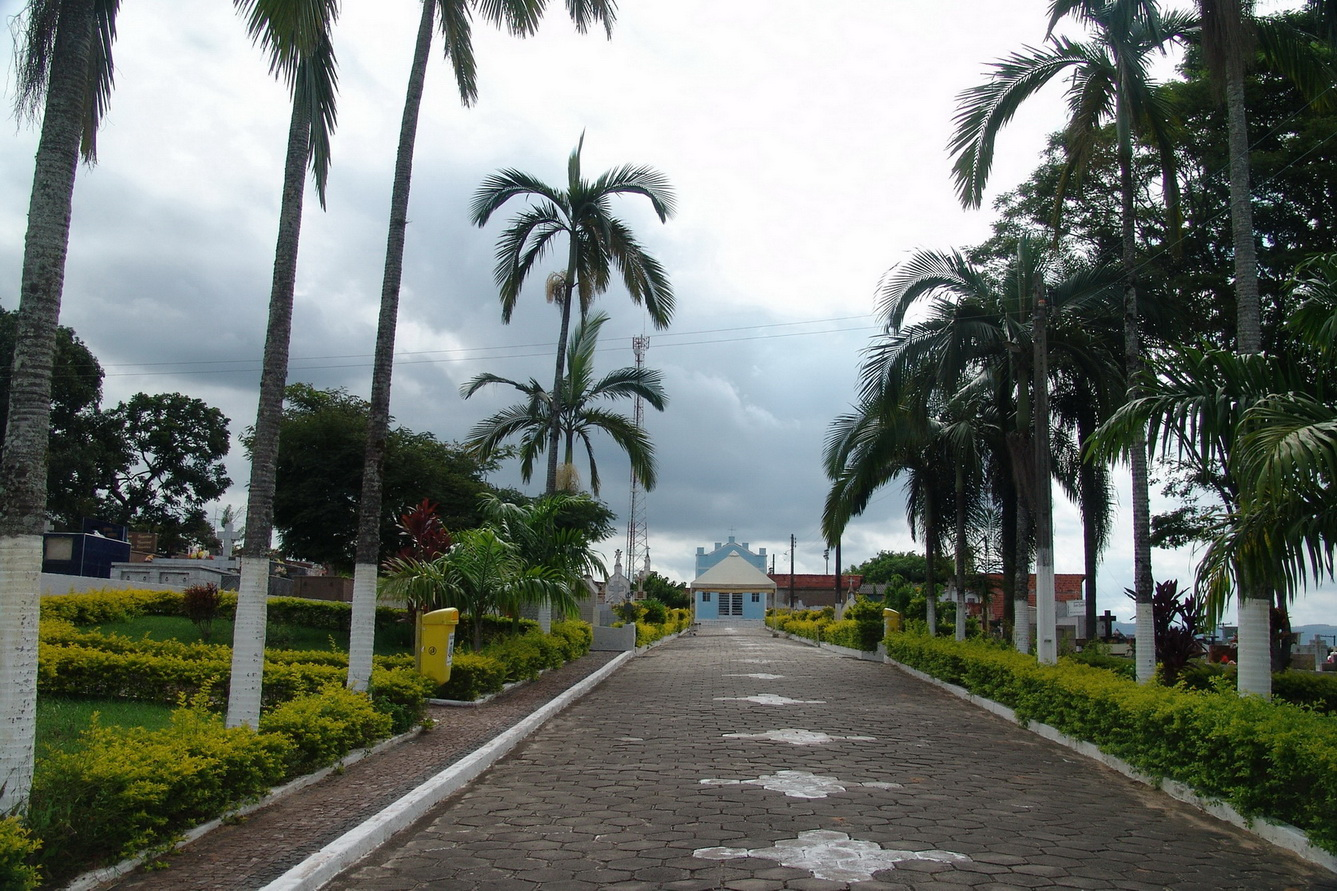
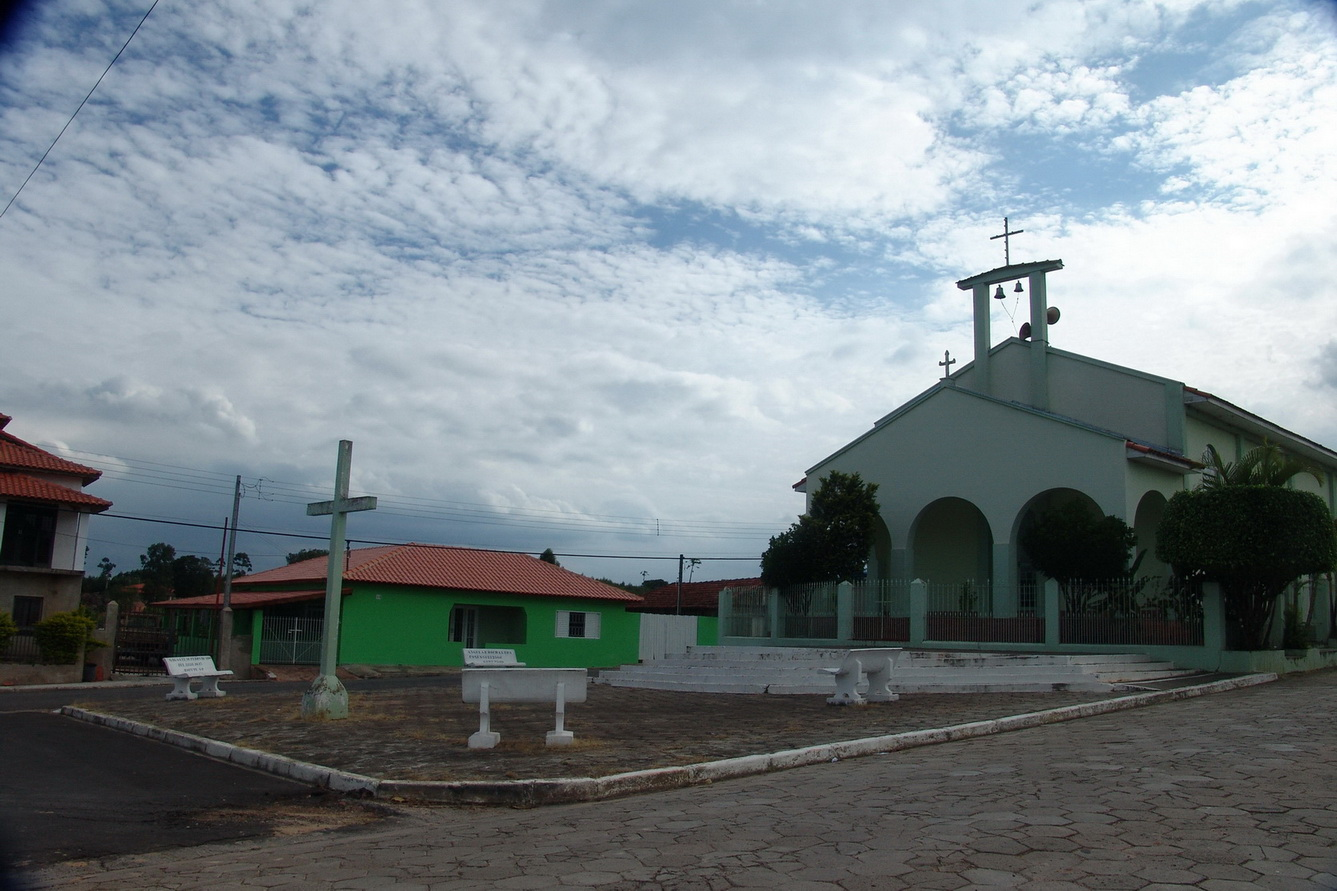
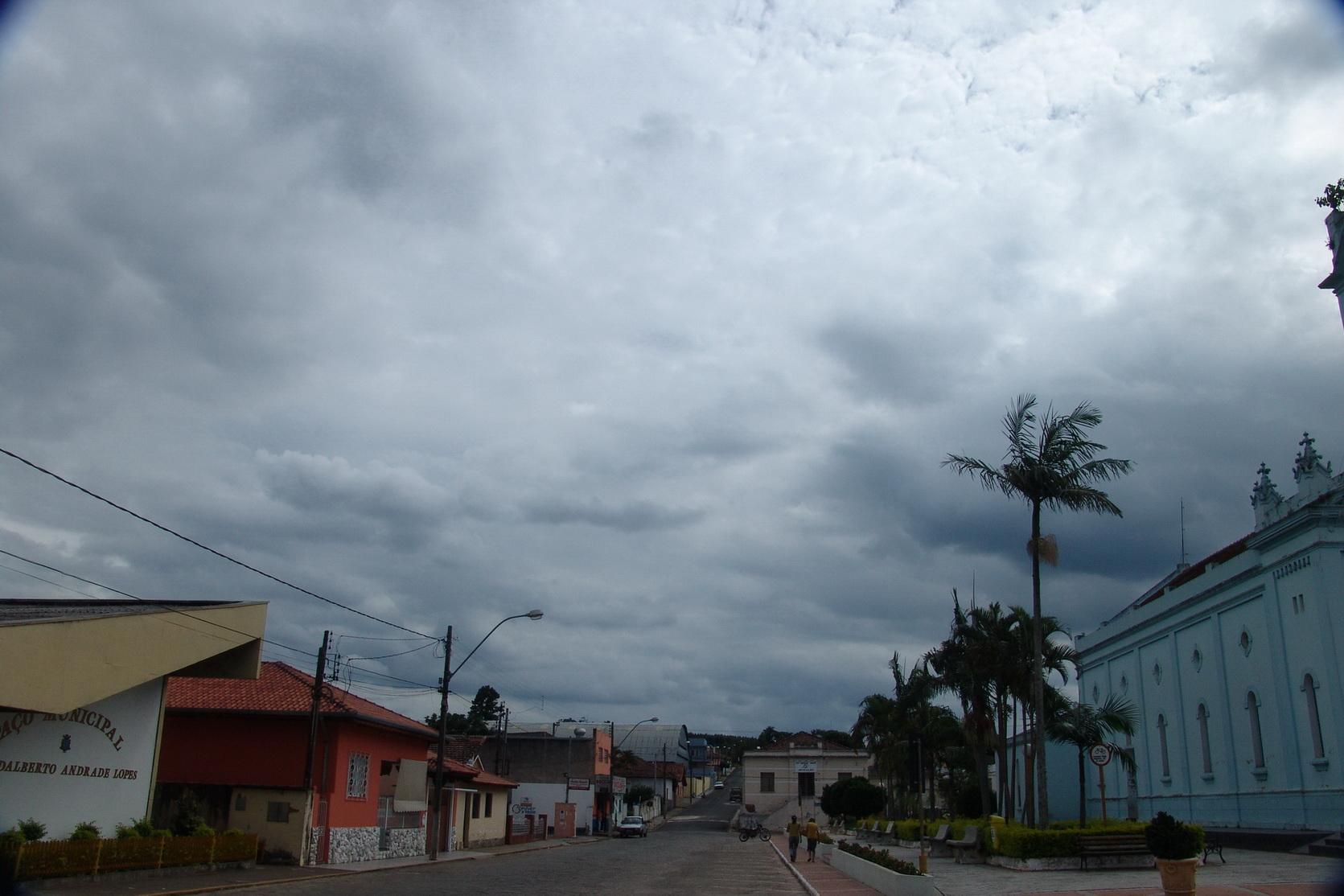

### Sông ngòi
- Sông de Santo Inácio
- Rio do Peixe

### Các xa lộ
- SP-141
- SP-147
- SP-280